# Soumaintrain
Soumaintrain – miejscowość i gmina we Francji, w regionie Burgundia-Franche-Comté, w departamencie Yonne.
Według danych na rok 1990 gminę zamieszkiwało 215 osób, a gęstość zaludnienia wynosiła 20 osób/km² (wśród 2044 gmin Burgundii Soumaintrain plasuje się na 697. miejscu pod względem liczby ludności, natomiast pod względem powierzchni na miejscu 880.).